# AliOS
AliOS is een door Alibaba Cloud ontwikkeld besturingssysteem voor slimme apparaten. Het verscheen in 2011 als YunOS en is gebruikt in slimme voertuigen, internet der dingen en als mobiel besturingssysteem. Het is gebaseerd op Android Open Source Project (AOSP).

## Beschrijving
Alibaba Cloud, een dochteronderneming van de Alibaba Group, ontwikkelde het besturingssysteem aanvankelijk onder de naam YunOS. Het systeem was drie jaar in ontwikkeling en gebruikt een eigen bestandssysteem en virtuele machine, waarmee het compatibel is met Android-toepassingen.
Men bracht een eerste officiële versie van YunOS uit op 28 juli 2011 voor de K-Touch W700.
Als onderdeel van Alibaba's IoT-strategie werd de naam in 2017 gewijzigd naar AliOS. Men introduceerde tevens een opensourceversie genaamd AliOS Things.